# 福泉町
福泉町（ふくいずみちょう）は、大阪府泉北郡にあった町。現在の堺市西区と南区のそれぞれ一部にあたる。廃止時点の面積は19.84km2、人口は15,823人、13大字。
堺市編入後に造成された泉北ニュータウン光明池地区と栂地区の西半が含まれる。
「福泉」の地名は、現在も小・中学校名などに残っており、俗に「ふくせん」と読まれることがある（堺市内に“FUKUSEN”とルビがふられた案内標識まである）が、正しくは「ふくいずみ」である。

## 町名の由来
1935年、泉北郡鶴田村（つるたむら）と北上神村（きたにわむら）とが合併する際に、「幸福が泉の如く湧き出る」町になるよう願って「福泉町」と言う名前に決められた。

## 歴史
- 1935年（昭和10年）2月11日 泉北郡鶴田村と北上神村とが合併して、福泉町となる。大字草部に町役場を設置。
- 1956年（昭和31年）9月30日 泉北郡美木多村を編入。
- 1961年（昭和36年）3月1日 堺市に編入される。

美木多地区は、福泉町時代が短いことに加えて、堺市が福泉出張所とは別に美木多出張所を設置していたこともあって、福泉地区に含まれないことが一般的である。